# Tanjung Mulia (Bendahara)
Tanjung Mulia is een bestuurslaag in het regentschap Aceh Tamiang van de provincie Atjeh, Indonesië. Tanjung Mulia telt 311 inwoners (volkstelling 2010).